# Kim-Jollenkreuzer

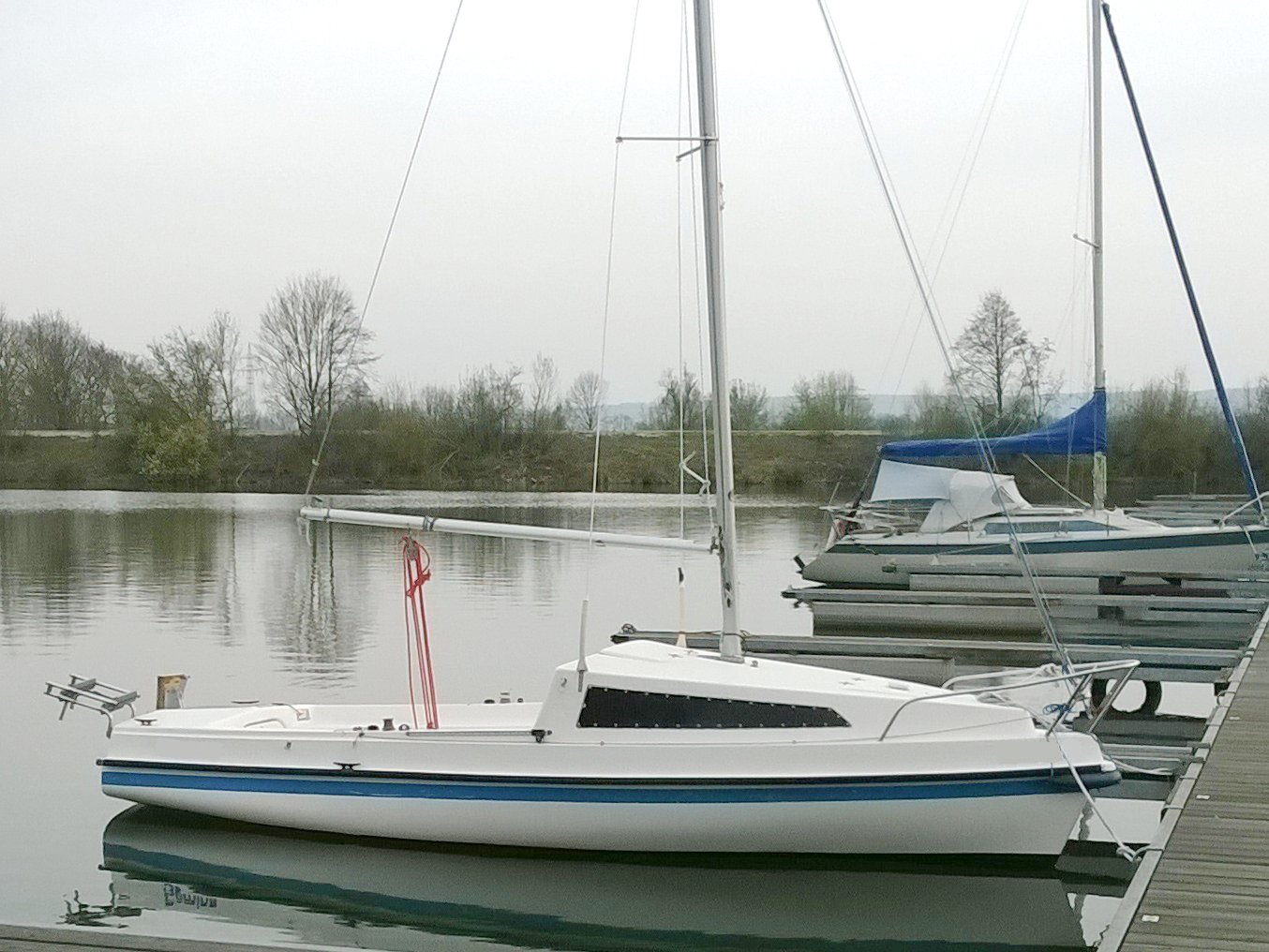
Kim-AR-Jollenkreuzer

Der Kim-Jollenkreuzer (Kim-Boot) ist ein Segelboot aus Kunststoff (GFK) mit Kajüte und Ballastschwert, das ab den 1970er Jahren von der Firma Hermes-Plastik Bootsbau GmbH bzw. später Kim Boote GmbH in Saarbrücken hergestellt wurde. Dem Typ Kim C mit rundlichem Aufbau folgten später die Typen Kim A und Kim AR als Backdecker mit kantigem breitem Deck. Von der Kim-AR wurden zwischen 1979 und 1999 ca. 2000 Stück gebaut, danach wurde die Produktion von Kim-Booten eingestellt.
Das Kajütboot bietet (laut Prospekt) Platz für zwei Erwachsene und zwei Kinder. Die Hundekojen sind sehr schmal. Das Boot hat mit herabgelassenem Ballastschwert einen Tiefgang von einem Meter, bei aufgeholtem Schwert von circa 30 cm. Das Boot ist 5,5 m lang (an der Wasserlinie 5 m), 1,72 m breit, die Segelfläche beträgt 13 m², Gesamtgewicht segelfertig 330 kg.

## Versionen
| Kim-Boote – Baureihe der Jollenkreuzer | Kim-Boote – Baureihe der Jollenkreuzer | Kim-Boote – Baureihe der Jollenkreuzer | Kim-Boote – Baureihe der Jollenkreuzer |
| -------------------------------------- | -------------------------------------- | -------------------------------------- | -------------------------------------- |
| Jahr                                   | ab 1968                                | ab 1976                                | ab 1979                                |
| Bezeichnung                            | Typ C                                  | Typ A                                  | Typ AR                                 |
| Bug                                    | Yachtsteven                            | gerader Steven                         | Yachtsteven                            |
| Länge ü. a.                            | 5,3 m                                  | 5,0 m                                  | 5,5 m                                  |
| größte Breite                          | 1,72 m                                 | 1,72 m                                 | 1,72 m                                 |
| Ballastschwert                         | 80 kg                                  | 80 kg                                  | 50 kg / 80 kg                          |
| Gewicht, segelfertig                   | 260 kg                                 | 300 kg                                 | 330 kg                                 |

## Ballastschwert
Kim-Jollenkreuzer wurden mit verschiedenen Ballastschwertern angeboten. Standardausrüstung war ein Schwert mit 80 kg, das aus einer Metallplatte mit GFK-Ummantelung besteht und zusätzlich eine Bleibombe aufweist. Bei der 50 kg Variante fehlt die Bleibombe. Der Tiefgang bei aufgeholtem Schwert wird mit 35 cm und bei abgesenktem Schwert mit 1,1 m angegeben.
Das Einholen des Schwertes erfolgt mit 18 Umdrehungen einer Winde auf dem Schwertkasten im Cockpit.
Der Hersteller bezeichnet die 80-kg-Variante des Ballastschwertes, die fast vollständig in den Bootsrumpf eingeklappt werden kann, als Hubkiel.

## Kim-MAX
Die Kim-MAX ist die große Schwester des Kim-Jollenkreuzers und wurde ab 1982 gebaut.
- Länge 6,2 m
- Breite 2,2 m
- Tiefgang 35 cm bis 130 cm
- Gewicht segelklar 650 kg
- Großsegel 11,5 m²
- Fock 8,5 m²
- Yardstickzahl 117[2]

Mit aufholbarem 140-kg-Hubkiel leicht trailerbar und bequem zu slippen. Kentersicher dank strömungsgünstiger Bleibombe im Kiel. Ausgeschäumte Hohlräume machen das Boot unsinkbar. 4 Schlafplätze. 1,3 m Kajüthöhe. Motorraum im Heck für Außenborder bis 7,5 PS.